# Нура
 За реката в Казахстан вижте Нура (река).  
Нура (на шведски: Nora) е град в централна Швеция, лен Йоребру. Главен административен център на едноименната община Нура. Намира се на около 170 km на северозапад от столицата Стокхолм и на около 20 km на северозапад от Йоребру. Получава статут на град през 1643 г. Има жп гара. Населението на града е 6526 жители според данни от преброяването през 2010 г.

## Архитектура
Характерни за Нура са постройките от дървен материал. Заедно с градовете Ю и Екшьо трите града са наричани (Three wooden towns на английски и „Tre Trästäder“ на шведски) „Три дървени (дървесни, от дърво) града“.